# 岩田和行
岩田 和行（いわた かずゆき）は、共同テレビジョン（共テレ）のテレビドラマ監督。所属は共テレ子会社のベイシス。
主に西谷弘、河野圭太の下で助監督としてキャリアを重ね、そのうちの1作である『白い巨塔』で監督デビュー。『ダンドリ娘』にて初メイン監督を務める。

## 作品
メイン監督★
- 白い巨塔（2004年、フジテレビ）助監督兼務
- 宿命（2004年、WOWOW）アソシエイトプロデューサー
- 嬢王（2005年、テレビ東京）プロデューサー兼務
- 翼の折れた天使たち「アクトレス」（2006年、フジテレビ）
- 世にも奇妙な物語
  - 15周年の特別編「リプレイ」（2006年、フジテレビ）
  - 秋の特別編「ゴミ女」（2007年、フジテレビ）
  - 春の特別編「透き通った一日」（2008年、フジテレビ）
  - 春の特別編「真夜中の殺人者」（2009年、フジテレビ）
  - 秋の特別編「自殺者リサイクル法」（2009年、フジテレビ）
  - 秋の特別編「栞の恋」（2010年、フジテレビ）
  - 秋の特別編「ベビートークA錠」（2011年、フジテレビ）
  - 秋の特別編「来世不動産」（2012年、フジテレビ）
  - 秋の特別編「走る取的」（2014年、フジテレビ）
  - 25周年スペシャル・秋「思い出を売る男」（2015年、フジテレビ）
  - 秋の特別編「シンクロニシティ」（2016年、フジテレビ）
  - 秋の特別編「クリスマスの怪物」（2018年、フジテレビ）
  - 雨の特別編「さかさま少女のためのピアノソナタ」（2019年、フジテレビ）
  - 秋の特別編「恋の記憶、止まらないで」（2019年、フジテレビ）[1]
  - 秋の特別編「走馬灯のセトリは考えておいて」「トランジスタ技術の圧縮」（2023年、フジテレビ）
- 下北GLORY DAYS（2006年、テレビ東京）
- ダンドリ娘（2006年、フジテレビ）★
- 翼の折れた天使たち「商品」「時」（2007年、フジテレビ）
- キミ犯人じゃないよね?（2008年、テレビ朝日）
- シバトラ（2008年、フジテレビ）
- 風歩（2009年、NHK）
- メイちゃんの執事（2009年、フジテレビ）
- 嬢王 Virgin（2009年、テレビ東京）プロデューサー兼務　★
- 絶対零度 〜未解決事件特命捜査〜（2010年、フジテレビ）
- パーフェクト・リポート（2010年、フジテレビ）
- スクール!!（2011年、フジテレビ）
- 絶対零度～特殊犯罪潜入捜査～（2011年、フジテレビ）★
- 家族のうた（2012年、フジテレビ）★
- 家族ゲーム（2013年、フジテレビ）
- 福家警部補の挨拶（2014年、フジテレビ）
- 美しき罠〜残花繚乱〜（2015年、TBS）
- フジコ（2015年、Hulu / J:COM）
- ベイビーステップ（2016年、Amazonプライム・ビデオ）★
- 星屑リベンジャーズ（2018年、AbemaTV）★
- 竜の道 二つの顔の復讐者（2020年、関西テレビ）
- 黒鳥の湖（2021年、WOWOW）★
- 冤罪犯（2021年、テレビ東京）※プロデューサー
- 雨に消えた向日葵（2022年、WOWOW）
- 黙秘犯（2022年、テレビ東京）※プロデューサー
- あたりのキッチン!（2023年、東海テレビ） ★
- 笑うマトリョーシカ（2024年、TBS） ★